# Florian Pogatschnigg
Florian Pogatschnigg (27 juni 1983) is een golfprofessional uit Oostenrijk. Hij speelt op de EPD Tour.
In 2011 speelde hij op de Alps Tour em mocht hij in het Oostenrijks Open meedoen. Hij eindigde met +7 op de 65ste plaats.
Sinds 2012 speelt hij op de EPD Tour, waar hij het derde toernooi won, de Sueno Dunes Classic. Het was zijn eerste overwinning als pro.

## Gewonnen
- 2012: Sueno Dunes Classic (-7)